# Сімеїз 147
Сімеїз 147 (англ. Simeis 147, також Туманність Спагетті, SNR G180.0-01.7, Sharpless 2-240) — залишок наднової (SNR) в Чумацькому Шляху, що розташований на кордоні між сузір'ями Візничий і Телець. Виявлений українським вченим Григорієм Шайном та росіянкою Вірою Газе 1952 року в Кримській астрофізичній обсерваторії, використовуючи 25-дюймовий телескоп Шмідт-Кассегрена.
Туманність Сімеїз 147 — одна з найбільших відомих на даний момент. Наднова вибухнула приблизно 40000 років тому і породила туманність розмірами в 160 світлових років. У центрі туманності знаходиться нейтронна зірка відома як пульсар PSR J0538+2817.